# جی‌ام‌سی سیکلون
جی‌ام‌سی سیکلون (GMC Syclone) خودرویی است که در سال‌های ۱۹۹۱(۲۹۹۵ produced)تولید شده‌است.
موتور آن ۴۳۰۰ سی‌سی سیستم جعبه‌دندهٔ آن ۴ دنده به صورت خودکار است.